# Isidro el labrador
Isidro el labrador ist ein spanischer Film des Regisseurs Rafael J. Salvia (Las chicas de la Cruz roja, 1958) aus dem Jahr 1964.

## Handlung
Der Film spielt in den ersten Jahrzehnten nach der Reconquista der Region des heutigen Madrid im Jahre 1083 und erzählt die Geschichte des wegen seiner Wundertaten im Jahr 1622 heilig gesprochenen und zum Schutzpatron der Bauern und der Stadt Madrid erkorenen einfachen Landarbeiters Isidor von Madrid und seiner Ehefrau Maria, die später als María de la Cabeza ebenfalls vom Volk verehrt wurde.
Isidro ist ein junger mozarabischer Bauer aus der kleinen, ehemals maurischen und zum Taifa de Toledo gehörigen Enklave Maǧrīṭ, dem späteren Madrid. Dank seiner absoluten Hingabe an Gott erzielt er auch auf kargem Boden vor den ungläubigen Augen seiner Gefährten hervorragende Ernten. Doch angesichts der zunehmenden Bedrohung der Region durch die muslimischen Almoraviden beschließt er, nach Torrelaguna zu gehen, wo er auf die nicht minder fromme Maria Torrubio trifft, die er – wiederum mit Gottes Hilfe – heiratet und mit der er zwei Kinder bekommt. Durch seinen unerschütterlichen Glauben, seine uneigennützige Hilfsbereitschaft und seine absolute Loyalität gegenüber seinem Herren, dem Ritter Iván de Vargas, wird er bis zum Ende seines Lebens von Gott mit der Gabe belohnt, wohltätige Wunder zu vollbringen.

## Auszeichnungen
- Im Jahr 1963 wurde Roberto Camardiel für die Darstellung des Ritters Iván de Vargas, dem Herren Isidros, vom staatlich kontrollierten Sindicato Nacional del Espectáculo[1] in der Kategorie Bester Darsteller ausgezeichnet.[2]